# Isajewe
Isajewe (ukr. Ісаєве) – wieś na Ukrainie, w obwodzie odeskim, w rejonie berezowskim. 1513 mieszkańców.

## Urodzeni
- Piotr Leszczenko